# Temps de Noël
Le temps de Noël ou période de Noël est la période du calendrier liturgique catholique allant de Noël jusqu'au dimanche après l'Epiphanie où est fêté le Baptême du Christ. Cette période commence avec la messe de la Vigile de Noël le 24 décembre soir. Le jour de Noël, trois messes peuvent être célébrée, celle de la nuit, de l'aurore et du jour. Elle comprend dans la liturgie l'Octave de la Nativité du 25 au 1er janvier, ainsi que dans une tradition populaire et plus récente, les 12 nuits de Noël allant de Noël à l'Epiphanie.
| Jour          | Fête                                                                              | Remarques |
| ------------- | --------------------------------------------------------------------------------- | --- |
|               | Fin du temps de l'Avent                                                           | Veillée de Noël le 24 soir                                                                                       |
| 25 décembre : | Nativité du Seigneur,                                                             | Solennité, premier jour de l'Octave,                                                                             |
| 26 décembre : | Saint Étienne, premier martyr                                                     | Fête, Deuxième jour de l’octave de Noël                                                                          |
| 27 décembre : | Saint Jean, apôtre et évangéliste,                                                | Fête, Troisième jour de l’octave de Noël                                                                         |
| 28 décembre : | les Saints Innocents,                                                             | Fête, Quatrième jour de l’octave de Noël                                                                         |
| 29 décembre : | Saint Thomas Becket                                                               | Férie, Cinquième jour de l’octave de Noël                                                                        |
| 30 décembre : | Saint Roger,                                                                      | Férie, Sixième jour de l’octave de Noël                                                                          |
|               | Sainte Famille de Jésus, Marie et Joseph,                                         | Fête, Le dimanche dans l'octave sinon le 30                                                                      |
| 31 décembre : | Saint Sylvestre                                                                   | Septième jour de l’octave de Noël                                                                                |
| 1er janvier : | Sainte Marie, Mère de Dieu et Commémoration de l'imposition du saint nom de Jésus | Solennité, Octave de la Nativité                                                                                 |
| 2 janvier :   | Saint Basile et Saint Grégoire,                                                   | Mémoire, Féries de Noël avant l'Epiphanie entre le 2 et le 7                                                     |
| 3 janvier :   | Sainte Geneviève,                                                                 | Férie, ou le jour de l’octave de Saint Jean                                                                      |
| 4 janvier :   | Sainte Angèle Foligno,                                                            | Férie, ou le jour de l’octave des saints Innocents                                                               |
| 5 janvier :   | Saint Édouard le Confesseur                                                       | Férie |
| 6 janvier :   | Épiphanie du Seigneur ,                                                           | Solennité, le 6 janvier sinon le dimanche entre le 2 et le 8 comme pour la France), dit la Douzième nuit de Noël |
| 7 janvier :   | Saint Raymond de Peñafort,                                                        | Féries de Noël après l'Epiphanie                                                                                 |
|               | Baptême du Seigneur                                                               | Fête, Dimanche ou lundi après le 6 janvier                                                                       |
| 8 janvier :   |                                                                                   | Férie |
|               | Début du temps ordinaire                                                          | le dimanche suivant est le deuxième dimanche du temps ordinaire.                                                 |